# Siphonochilus
Siphonochilus is een geslacht uit de gemberfamilie (Zingiberaceae). De soorten komen voor in tropisch en zuidelijk Afrika, beneden de Sahara.

## Soorten
- Siphonochilus aethiopicus (Schweinf.) B.L.Burtt
- Siphonochilus bambutiorum A.D.Poulsen & Lock
- Siphonochilus brachystemon (K.Schum.) B.L.Burtt
- Siphonochilus kilimanensis (Gagnep.) B.L.Burtt
- Siphonochilus kirkii (Hook.f.) B.L.Burtt
- Siphonochilus longitubus Lock
- Siphonochilus nigericus (Hutch. ex Hepper) B.L.Burtt
- Siphonochilus parvus Lock
- Siphonochilus pleianthus (K.Schum.) Lock
- Siphonochilus puncticulatus (Gagnep.) Lock
- Siphonochilus rhodesicus (T.C.E.Fr.) Lock